# Colognac
Colognac är en kommun i departementet Gard i regionen Occitanien i södra Frankrike. Kommunen ligger i kantonen Lasalle som tillhör arrondissementet Le Vigan. År 2022 hade Colognac 202 invånare.

## Befolkningsutveckling
Antalet invånare i kommunen Colognac
Referens:INSEE